# Le monachine
Pour plus de détails, voir Fiche technique et Distribution.
Le monachine est une comédie italienne réalisée par Luciano Salce et sortie en 1963.

## Synopsis
Depuis le couvent de Quercianello, un petit village de la région du Latium, deux religieuses décident de se rendre à Rome pour convaincre le directeur d'une compagnie aérienne de modifier l'itinéraire des avions à réaction qui, touchant presque le toit du couvent, avec leur bruit assourdissant, sèment quotidiennement la confusion parmi les élèves et menacent de détruire une précieuse fresque. Les deux religieuses, Sœur Céleste et Mère Rachele, accompagnées de Damiano, un orphelin, et poussées par leur obstination candide, vont jusqu'à empiéter sur la vie privée de Livio Bertana, le directeur général de la compagnie aérienne, pour obtenir ce qu'elles veulent. Les deux religieuses accèdent à sa maison où elles sont reçues par Elena, une actrice et la compagne du réalisateur. Après une série de rebondissements, Sœur Céleste et Mère Rachele gagnent leur bataille : les avions ne survoleront plus le couvent. Et en ce qui concerne Damiano l'orphelin, il est adopté par Livio et Elena qui ont maintenant décidé de légaliser leur union.

## Fiche technique
- Titre original italien : Le monachine[1] (litt. « Les Nonnes »)
- Réalisateur : Luciano Salce
- Scénario : Castellano et Pipolo
- Photographie : Erico Menczer (it)
- Montage : Roberto Cinquini (it)
- Musique : Ennio Morricone
- Costumes : Giuliano Papi
- Production : Ferruccio Brusarosco
- Société de production : Hesperia Films
- Pays de production :  Italie
- Langue de tournage : Italien
- Format : Noir et blanc - 1,85:1 - Son mono - 35 mm
- Durée : 100 minutes (1 h 40)
- Genre : Comédie
- Date de sortie :
  - Italie : 4 septembre 1963 (Milan)

## Distribution
- Catherine Spaak : sœur Céleste
- Didi Perego : mère Rachele
- Amedeo Nazzari : ingénieur Livio Bertana
- Sylva Koscina : Elena
- Umberto D'Orsi : Giovanni Menegatti dit Spugna
- Sandro Bruni : Damiano, l'orphelin
- Annie Gorassini : la secrétaire de Bertana.
- Alberto Bonucci : Batistucchi
- Lando Buzzanca : Amilcare Franzetti
- Ugo D'Alessio : le réalisateur
- Consalvo Dell'Arti : le médecin
- Edda Ferronao : serveuse
- Totò Mignone : assistant réalisateur
- Antonio Pierfederici : le président
- Lola Wigan : Mannequin
- Jimmy le Phénomène : accessoiriste sur le plateau (non crédité).